# Eliáš Střelka Náchodský
Eliáš Střelka Náchodský (16. století – po roce 1574) byl český kronikář.

## Biografie

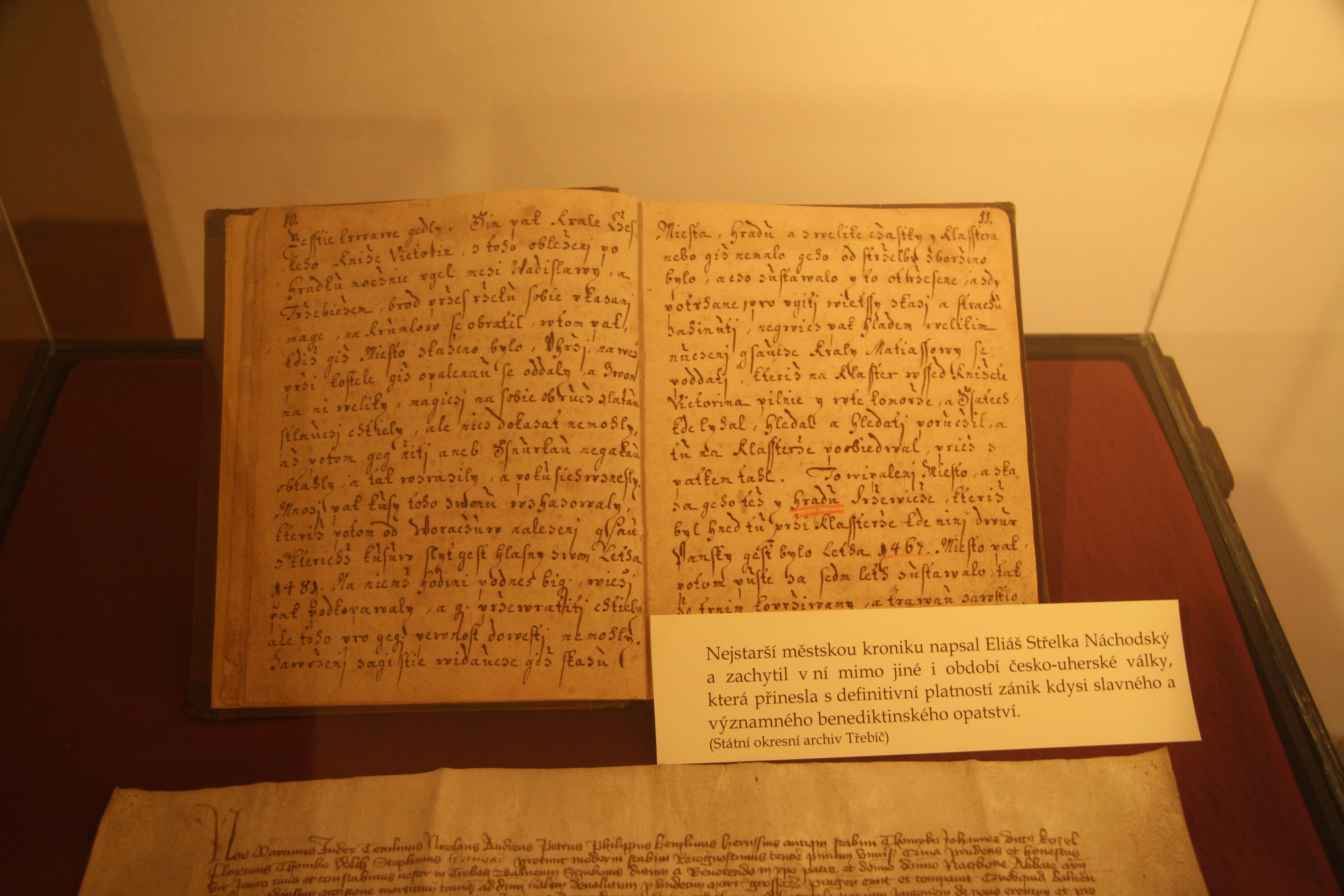
Kronika Eliáše Střelky v Muzeu Vysočiny Třebíč

Eliáš Střelka Náchodský se narodil někdy v průběhu 16. století, uvádí se, že se narodil v Náchodě. Kolem roku 1550 přišel do Třebíče, kde se stal městským kronikářem a důchodním v zámku Třebíč. Uvádí se, že byl pravděpodobně dobře vzdělán a zvládal latinu. Často se ve svém díle – kronice města Třebíče – zmiňuje o vzdělání, stejně tak z kroniky vyplývá jeho husitské vyznání a důvěra ve vrchnost. Kroniku města Třebíče sepsal v době rekonstrukce městské věže, která proběhla mezi roky 1572 a 1574. Kronika, nazývaná též jako Střelkova kronika byla při dokončení rekonstrukce umístěna do báně městské věže. Po roce 1574 odešel z Třebíče do Dolních Kounic, kde se věnoval také práci kronikáře.
Jeho spisky uspořádal do archivu třebíčský archivář Vilém Nikodém.
V Třebíči byla po Eliáši Střelkovi pojmenována ulice v čtvrti Horka-Domky.